# 회령 정치범수용소
회령 정치범수용소(會寧政治犯收容所)는 조선민주주의인민공화국 함경북도 회령시 행영리에 위치한 정치범 수용소이다. 정식 명칭은 22호 관리소이다. 이 영역은 대체로 광복 당시의, 또 대한민국에서 발행한 지도에 표기된 함경북도 종성군 행영면 일대이다. 2012년 5월에 폐쇄되었으며, 기존 수감자들은 16호, 14호, 15호 관리소에 분산 이감됐다.

## 같이 보기
- 조선민주주의인민공화국의 인권